# Åke Porne

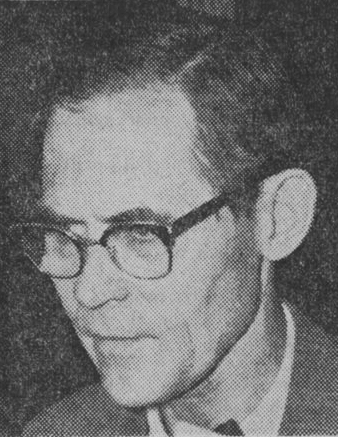
Åke Porne

Gustaf Åke Porne, född 16 juli 1905 i Adolf Fredriks församling, Stockholm, död 18 januari 2007 i Oscars församling, Stockholm, var en svensk arkitekt.

## Biografi
Porne studerade vid Tekniska skolan 1924–1925 och vid Kungliga Tekniska Högskolan 1927–1932. Han gick därutöver i Filip Månssons målarskola.
Han var anställd hos Gunnar Asplund 1932–1936 och hos Georg Scherman 1936–1938. Från 1938 drev han egen verksamhet och parallellt med denna arbetade han på länsarkitektkontoret i Stockholms län 1941–1942, vid Statens byggnadslånebyrå 1943–1944 och vid Kungliga Fortifikationsförvaltningen 1944.
Han har ritat en mängd begravningskapell och krematorier i Sverige och ledde restaureringen av Uppsala domkyrka 1963–1977.

## Verk (urval)

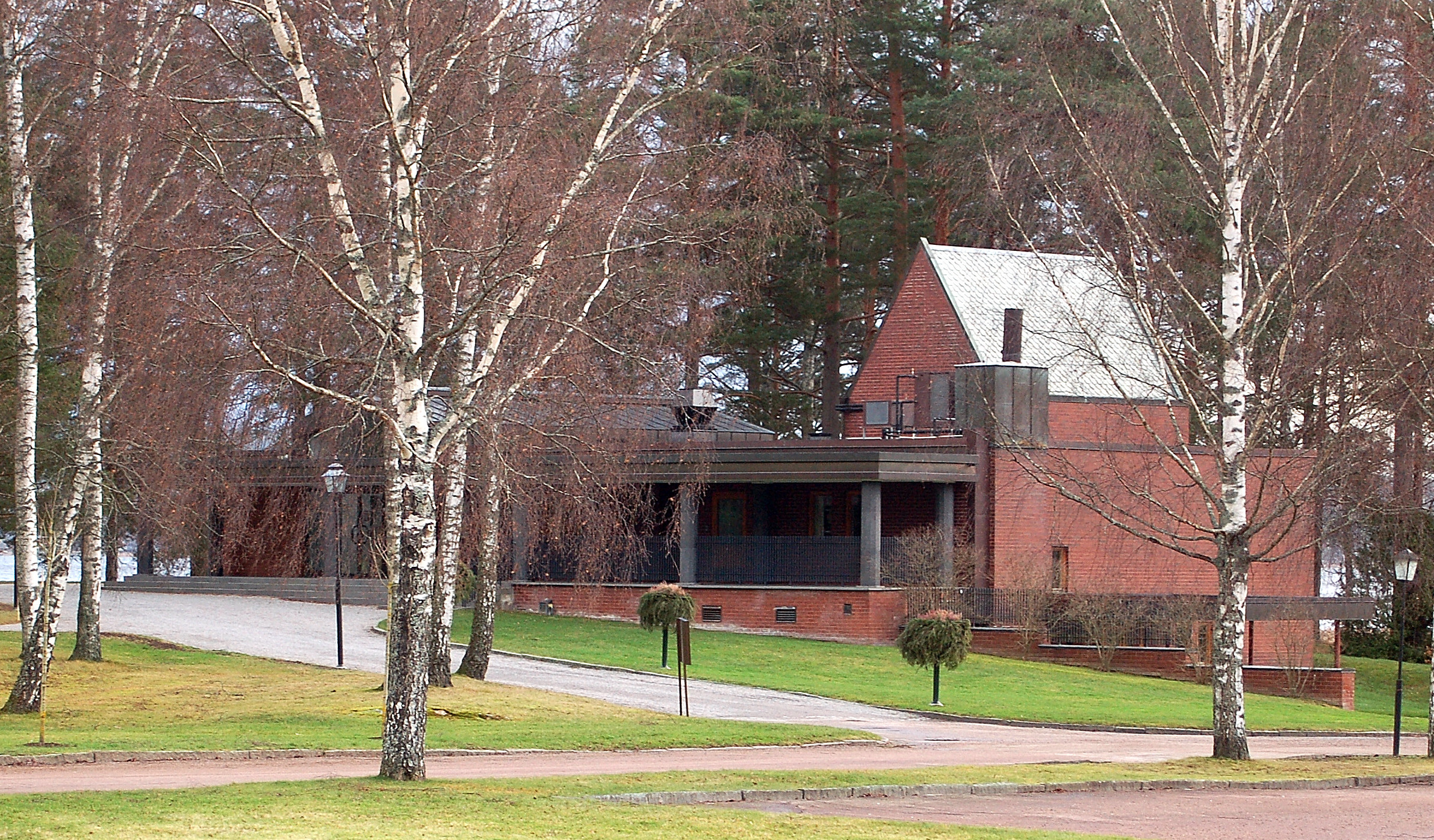
Korsets kapell, Arvika (1972)

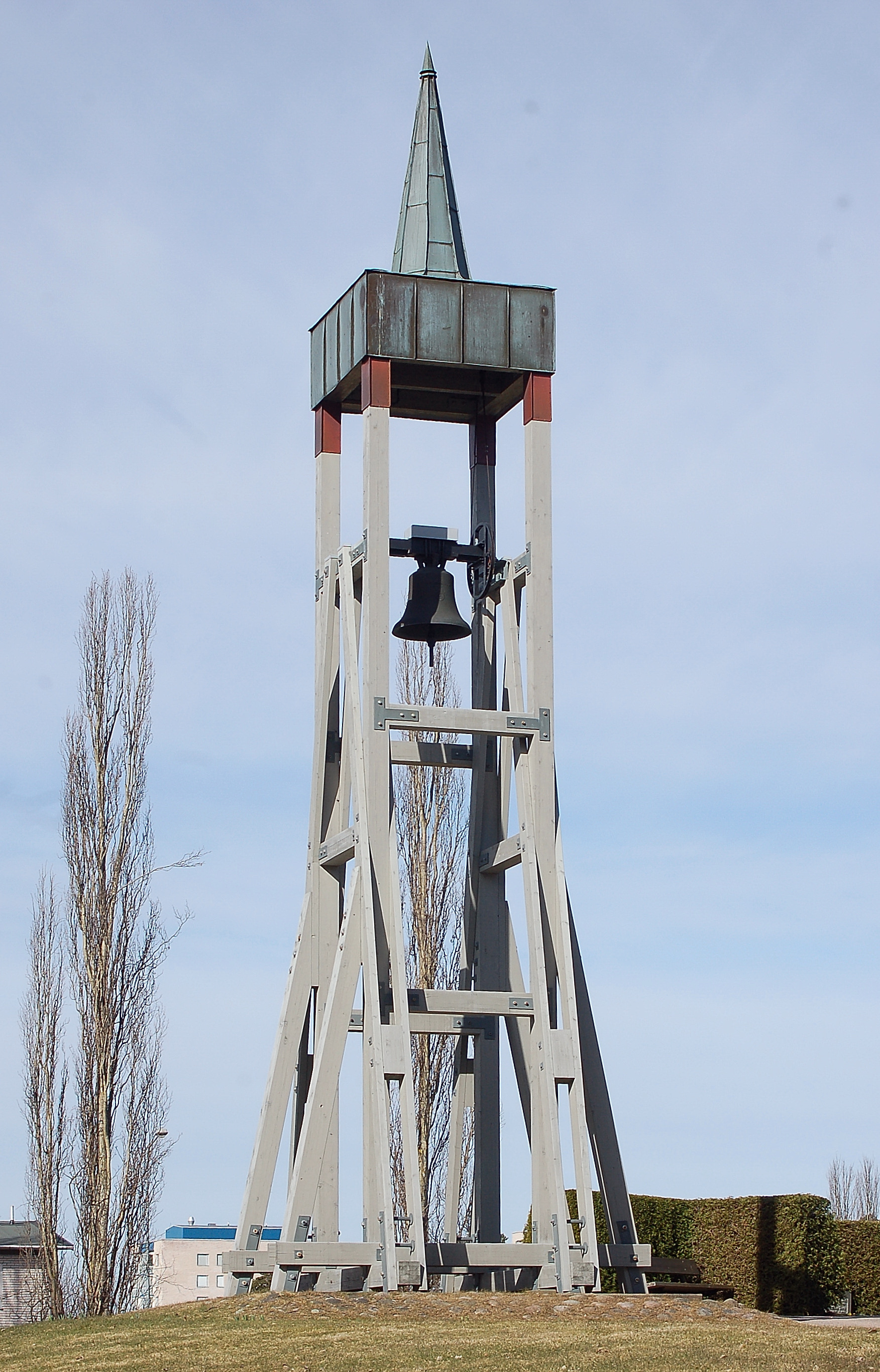
Klockstapel på Ruds kyrkogård i Karlstad (1978).

- Krematorium, Östra kyrkogården, Karlskoga 1944-1946.
- Förslag till skyttepaviljong vid Stora Skuggan 1946.
- Ombyggnad av gamla polishuset i Karlskoga till konsthall 1946.
- Hyreshus samt ombyggnadsförslag till gamla värdshuset, Rotsundaområdet i Rotebro 1946.
- Utvidgning av S:t Eskils kyrkogård i Eskilstuna.
- Kapellkrematorium i Eskilstuna 1970-talet.
- Ny kyrkogård, urnlund och kapell i Hällby, Eskilstuna.
- Telebyggnad i Helsingborg 1953.
- Kyrkogård och bårhus i Åmål 1953.
- Ny kyrkogård i Nora 1954.
- Församlingskyrka för pingstförsamling i Karlskoga 1955.
- Kapellkrematorium i Trollhättan 1955.
- Kapell och kyrkogård i Falköping 1956.
- Restaurering av Ockelbo kyrka 1957.
- Ombyggnad av Akademikvarnen i Uppsala till Upplandsmuseet 1959.
- Ny kyrkogård i Alingsås 1960.
- Restaurering av kyrkor på Gotland, Lau 1960, Vamlingbo 1961, Lummelunda 1962 och Martebo 1963.
- Trons kapell, Filipstad 1963.
- Tillbyggnad och restaurering av kapellkrematorium i Sundsvall 1963.
- Restaurering av Alingsås stadskyrka 1963.
- Begravningskapell i Hällby, Eskilstuna 1965.
- Kapellkrematorium i Alingsås 1966.
- Restaurering och inre ombyggnad av Uppsala rådhus 1966.
- Begravningskapell i Orsa 1968.
- Restaurering av Jäders kyrka 1970.
- Kapellkrematorium i Arvika 1972.
- Tillbyggnad till kapellkrematorium i Karlskoga 1973.
- Restaurering av Uppsala domkyrka 1963-1977.
- Ombyggnad av Ärkebiskopsgården i Uppsala till kansli 1978.
- Om- och nybyggnad av hyreshus i Stockholmsområdet samt i Rotsunda, Karlskoga, Örebro, Saltsjöbaden och Lidingö.
- Villor i Saltsjöbaden och Nacka.